# El Habib Bouguelmouna
 (mai 2019).
El Habib Bouguelmouna est un footballeur international algérien né le 12 décembre 1988 à Relizane. Il évolue au poste d'attaquant à l'ES Sétif.

## Biographie
Lors de la saison 2018-2019, il marque neuf buts en première division avec l'équipe de Sétif. Il est l'auteur de trois doublés cette saison là, tout d'abord lors de la réception du CR Belouizdad, puis lors de la réception du MC Alger, et enfin lors de la réception du MC Oran. Sa saison est toutefois ternie par des blessures.
En 2018, il participe à la Ligue des champions d'Afrique avec Sétif. Il joue huit matchs et inscrit trois buts dans cette compétition. Sétif s'incline en demi-finale face au club égyptien d'Al Ahly.
Le 9 mai 2018, il reçoit sa première sélection en équipe d'Algérie, sous les ordres de Rabah Madjer. L'Algérie s'incline 2-0 en amical face à l'Arabie saoudite. Bouguelmouna joue 32 minutes lors de cette rencontre.

## Palmarès
- Vainqueur de la Coupe d'Algérie en 2018 avec l'USM Bel Abbès